# 俯枝金合欢
俯枝金合欢是豆科金合欢属植物，原产索马里。其种加词意思是朝向下的，指其枝条末端悬垂。